# Транспорт в Бутане
В Бутане около 8000 км дорог и два аэропорта, один из которых обслуживает международные рейсы (аэропорт Паро). С 1960 года, в рамках программы модернизации инфраструктуры Бутана, разрабатывалась дорожная система страны.
В Бутане нет железных дорог и портов (Бутан не имеет выхода к морю).

## Автомобильный транспорт

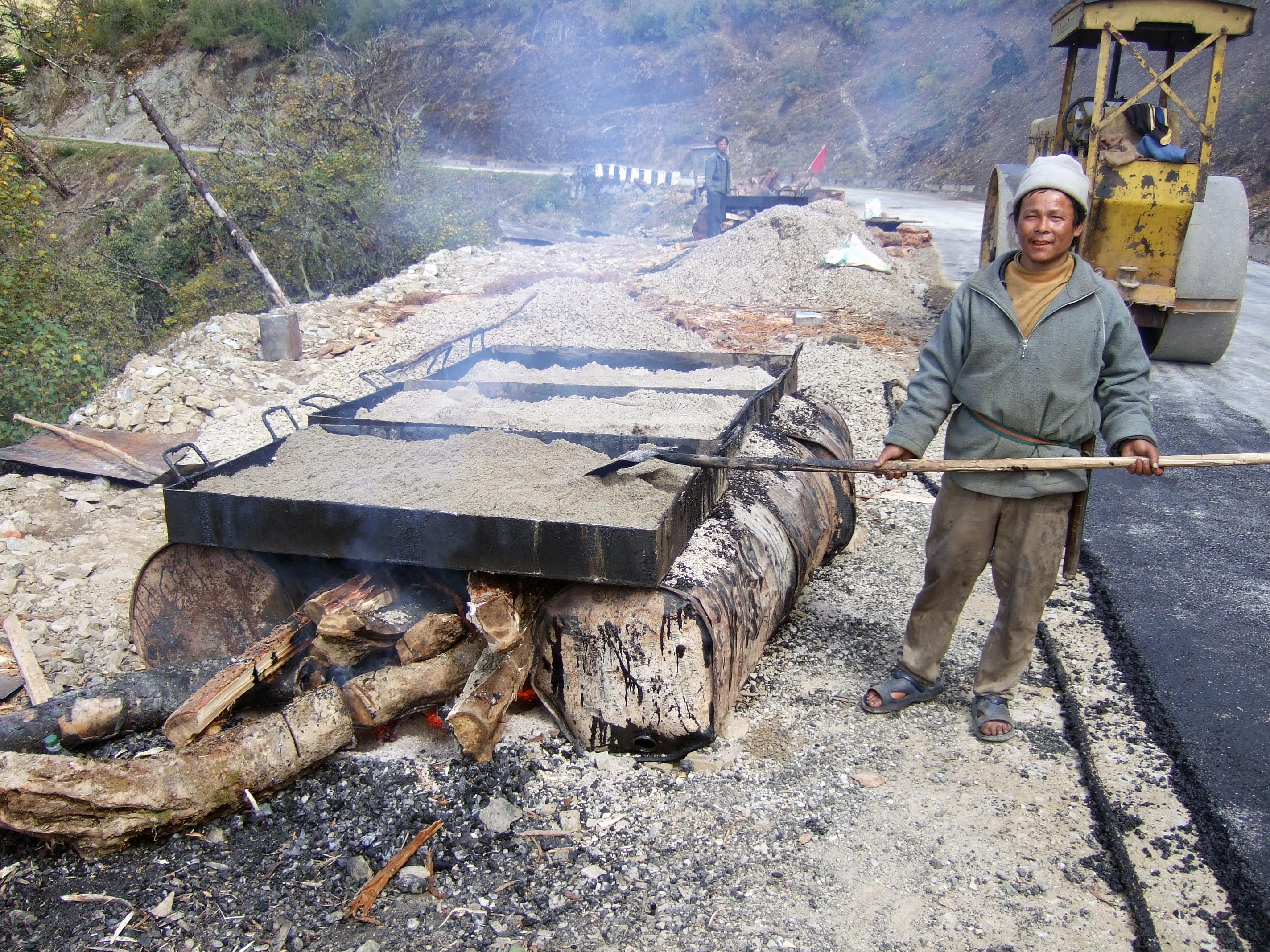
Строительство дороги в Бутане

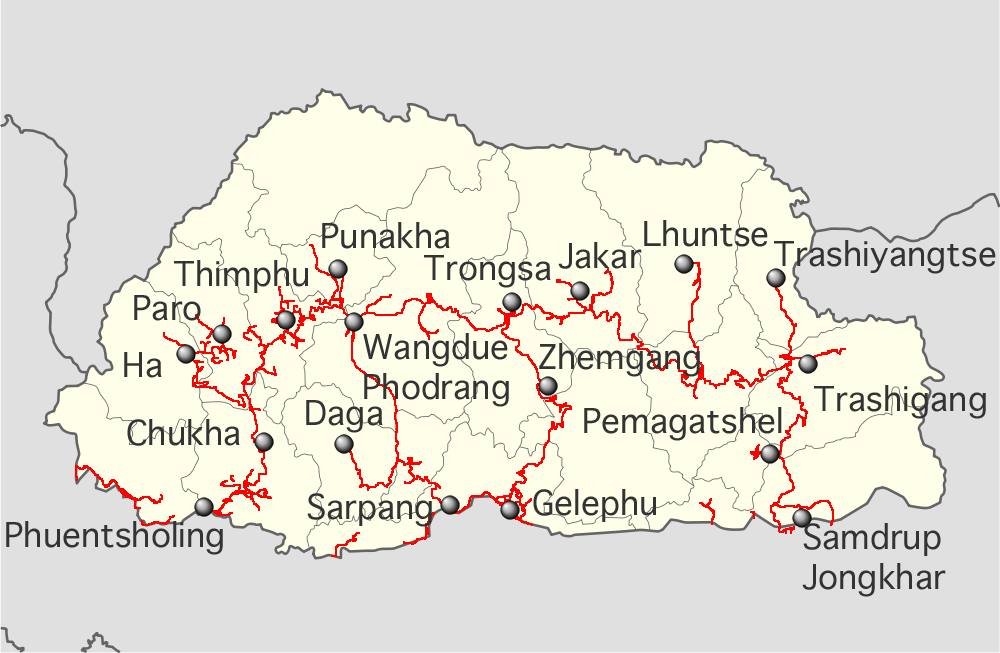
Карта основных автомобильных дорог Бутана

Главная дорога Бутана — шоссе, которое было построено в 1962 году. Шоссе начинается в городе Пхунчолинг недалеко от индийской границы и заканчивается в Трашиганге на востоке страны. Ширина дороги составляет всего 2,5 метра, но по расчётам строителей этого вполне хватит для нормального движения. Дорожные знаки и разметка встречается редко. По правилам скорость движения должна составлять 15 км/ч, что должно снизить количество ДТП. В некоторых местах дорога находится на высоте 3000 м над уровнем моря. Пхунчолинг соединён с индийской границей самым коротким азиатским маршрутом AH48, длина которого составляет всего 1 км.
Довольно часто происходят различные оползни и обвалы, поэтому по всему периметру дороги располагаются специальные пункты со спасателями, готовыми в любой момент расчистить завалы и спасти людей в случае ЧП. Также постоянно проводятся работы по ремонту дорог и мостов.
Согласно официальной статистике в королевстве 4007 километров дорог и 426 мостов. В 2003 году было зарегистрировано 25 000 транспортных средств.

## Железные дороги
Железных дорог в Бутане нет, однако имеется разработанный совместно с Индийскими железными дорогами план строительства железной дороги в южной части страны для включения Бутана в индийскую железнодорожную сеть. Планируется подвести три железнодорожных ветки к бутанским приграничным городам по индийской территории из штатов Ассам и Западная Бенгалия.
В декабре 2009 король утвердил план строительства железнодорожной ветки длиной  16 км  между Хашимара (Западная Бенгалия) и Торибари в Бутане, строительство дороги инвестируют индийские фонды.

## Воздушный транспорт

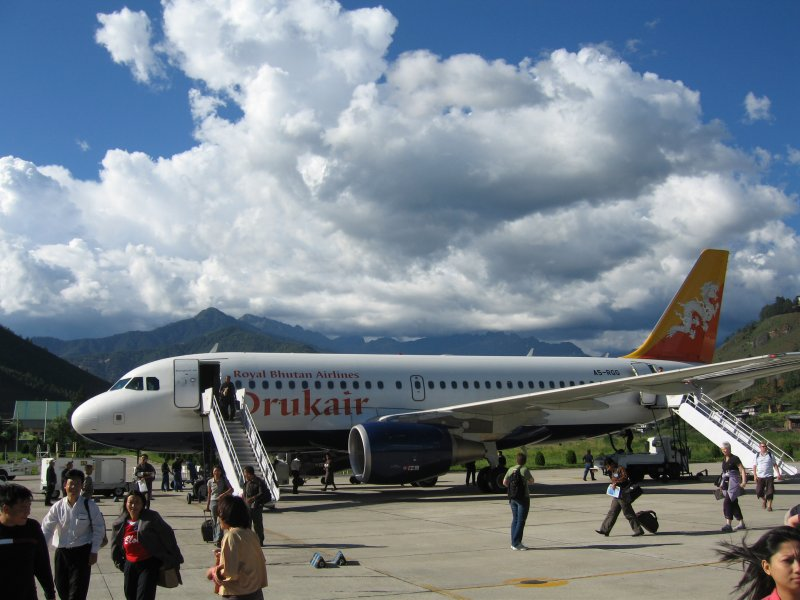
Пассажиры садятся в самолёт компании Druk Air в аэропорте Паро

Единственный международный аэропорт в Бутане — это аэропорт Паро (взлёт и посадка в котором считаются одними из наиболее сложных в мире), который находится в одноимённом городе. В конце 2011 года около Трашиганга на востоке страны открыт местный аэропорт Йонгпхулла, а в Бумтанге - аэропорт Бартхпалатханг . В октябре 2012 был открыт аэропорт Гелепху в окрестностях города Гелепху на границе с Индией.
Сейчас активно разрабатывается система малых аэропортов по всей стране. 
Планируется также создание ещё нескольких малых аэропортов: Барцам в дзонгхаге Трашиганг,  Гьеца в Бумтанге, и Тоорса у Пхунчолинга. 
Внешнее и внутреннее воздушное сообщение в Бутане до 2010 года осуществлялось бутанской авиакомпанией Druk Air. В 2010 году правительство Бутана разрешило полеты в Паро непальской авиакомпании «Будда Эйр».